# Enneapterygius tutuilae
Enneapterygius tutuilae es una especie de pez de la familia Tripterygiidae en el orden de los Perciformes.

## Morfología
Los machos pueden llegar alcanzar los 4 cm de longitud total.

## Alimentación
Come zooplancton.

## Hábitat
Es un pez de mar  y de clima tropical y asociado a los  arrecifes de coral que vive hasta los 32 m de profundidad.

## Distribución geográfica
Se encuentra desde el Mar Rojo y el África Oriental Nueva Caledonia Papúa Nueva Guinea Australia , Nueva Caledonia , Vanuatu, Fiyi, las Islas Salomón y  Samoa.